# Édouard Ménétries
Édouard Ménétries (Parijs, Frankrijk, 2 oktober 1802  - Sint-Petersburg, Rusland, 10 april 1861) was een Frans zoöloog (entomoloog, herpetoloog en ornitholoog).
Ménétries studeerde bij Georges Cuvier and Pierre André Latreille. Hij werd door deze leermeesters aanbevolen om in 1822 als zoöloog deel te nemen aan een Russische wetenschappelijke expeditie naar Brazilië die werd geleid door  Baron von Langsdorff.
Bij terugkeer naar Europa werd hij benoemd tot conservator aan het zoölogisch museum van de Russische Academie van Wetenschappen  in Sint-Petersburg. In 1829 werd hij op last van de Tsaar op expeditie naar de Kaukasus gestuurd.
In 1832 begon hij met het ordenen van de collecties van  vlinders en kevers die vaak in slechte staat verkeerden, aangevreten door schimmels en slecht of niet voorzien van labels. Verder beschikte hij over zeer beperkte middelen en had nauwelijks assistentie. Hij heeft een belangrijke rol gespeeld bij de totstandkoming van de Russische entomologische vereniging die pas in 1859 officieel werd opgericht, maar sinds 1848 al bestond als kring van meestal amateurentomologen.

## Werk en nalatenschap
Ménétries was een autoriteit op het gebied van de kennis over de Lepidoptera en Coleoptera, maar hij werkte ook aan ander taxa van de insecten. De meeste van de door hem beschreven soorten komen uit Europees Rusland en Siberië. Maar in het museum werkte hij ook aan collecties uit andere delen van de wereld zoals uit  Californië en Alaska (vóór 1867 nog Russisch). Hij is de soortauteur van honderden soorten vlinders en kevers. Verder beschreef hij een aantal nieuwe soorten reptielen en amfibieën en ook negen soorten vogels, waaronder de marmereend (Marmaronetta angustirostris) en Menetries zwartkop (Sylvia mystacea). Er zijn 31 publicaties (in het Frans) van zijn hand, voornamelijk over insecten.
- Gemeinsame Normdatei: 117566667
- International Standard Name Identifier: 0000 0000 4135 4527
- Library of Congress Control Number: no96035027
- Nationale Bibliotheek van Israël: 987007414021105171
- Nederlandse Thesaurus van Auteursnamen: 135548071
- Système universitaire de documentation: 084697121
- Virtual International Authority File: 50006313
- WorldCat: E39PBJm9fMGjP7DTcYRWMtRVG3